# Чемпіонат України з дартсу
Чемпіонат України з класичного дартсу — найвищий турнір в межах України, згідно з результатами якого визначаються найсильніши гравці (пари/команди) кожного року. У перші роки проводився виключно в дисципліні 501DO та мав статус відкритого. Згодом започатковане проведення змагань і в інших дисциплінах, окремо стали розігруватись першості серед жінок, був доданий формат міксту.
| Чемпіонат України з дартсу | Чемпіонат України з дартсу |
| Організатори               | Організатори |
| -------------------------- | --- |
| Організація                | Всеукраїнська Федерація Дартсу |
| Загальна інформація        | |
| Категорія                  | Неолімпійські види спорту |
| Країна, регіон             | Україна |
| Перший сезон               | 2004 |
| Чинні чемпіони             | |
| 501DO (чоловіки)           | Владислав Омельченко (Кривий Ріг) |
| 501DO (жінки)              | Любов Терещенко (Кривий Ріг) |
| "Крикет" (чоловіки)        | Володимир Залевський (Рахів) |
| "Крикет" (жінки)           | Тетяна Харченко (Черкаси) |
| Пари (чоловіки)            | Володимир Залевський (Рахів), Владислав Мелашенко (Ужгород)                                                                                                  |
| Пари (жінки)               | Тетяна Харченко (Черкаси), Інна Гончаренко (Черкаси) |
| Команди (чоловіки)         | United West (Ярослав Микитин (Львівська обл.), Білоус Іван (Івано-Франківська обл.), Григоренко Віктор (Чернівецька обл.), Гакман Степан (Чернівецька обл.)) |
| Команди (жінки)            | Авдіівка-Київ (Пивошенко Олена, Ледєньова Наталія) |
| Пари Мікст                 | Ярослав Кіфор (Львів), Альбіна Ільясова (Одеса) |
| 501DI/DO (чоловіки)        | Володимир Залевський (Рахів) |
| 501DI/DO (жінки)           | Тетяна Харченко (Черкаси) |

Як правило, з метою популяризації дартсу чемпіонати у різних дисциплінах проводяться в різних містах України.

## Список переможців Чемпіонатів України з дартсу
На початку запровадження регулярних Чемпіонатів в України, національна першість під егідою Всеукраїнської Федерації Дартсу проводилась з класичної дисципліни «501DO». Згодом,  почали відзначати кращих гравців України не тільки в класичну гру «501 double out», але і в інших різновидах гри в дартс, таких як - Крикет, Double In Double Out, парні та командні  дисципліни. 
| 🏆 Переможці Чемпіонатів України з дартсу | 🏆 Переможці Чемпіонатів України з дартсу            | 🏆 Переможці Чемпіонатів України з дартсу | 🏆 Переможці Чемпіонатів України з дартсу | 🏆 Переможці Чемпіонатів України з дартсу | 🏆 Переможці Чемпіонатів України з дартсу                   | 🏆 Переможці Чемпіонатів України з дартсу                 | 🏆 Переможці Чемпіонатів України з дартсу | 🏆 Переможці Чемпіонатів України з дартсу                                         |
| 2004                                      | 501DO                                                | 501DO                                     | Крикет                                    | Крикет                                    | Пари                                                        | Пари                                                      | Команди | Команди                                                                           |
| 2004                                      | Чоловіки                                             | Жінки                                     | Чоловіки                                  | Жінки                                     | Чоловіки                                                    | Жінки                                                     | Чоловіки | Жінки                                                                             |
| ----------------------------------------- | ---------------------------------------------------- | ----------------------------------------- | ----------------------------------------- | ----------------------------------------- | ----------------------------------------------------------- | --------------------------------------------------------- | --- | --------------------------------------------------------------------------------- |
| 2004                                      | Вадим Ледєньов (Київ)                                | Немає даних                               | Немає даних                               | Немає даних                               | Немає даних                                                 | Немає даних                                               | Немає даних | Немає даних                                                                       |
| 2005                                      | 501DO                                                | 501DO                                     | Крикет                                    | Крикет                                    | Пари                                                        | Пари                                                      | Команди | Команди                                                                           |
| 2005                                      | Чоловіки                                             | Жінки                                     | Чоловіки                                  | Жінки                                     | Чоловіки                                                    | Жінки                                                     | Чоловіки | Жінки                                                                             |
| 2005                                      | Вадим Ледєньов (Київ)                                | Немає даних                               | Немає даних                               | Немає даних                               | Немає даних                                                 | Немає даних                                               | Немає даних | Немає даних                                                                       |
| 2006                                      | 501DO                                                | 501DO                                     | Крикет                                    | Крикет                                    | Пари                                                        | Пари                                                      | Команди | Команди                                                                           |
| 2006                                      | Чоловіки                                             | Жінки                                     | Чоловіки                                  | Жінки                                     | Чоловіки                                                    | Жінки                                                     | Чоловіки | Жінки                                                                             |
| 2006                                      | Вадим Ледєньов (Київ)                                | Немає даних                               | Немає даних                               | Немає даних                               | Немає даних                                                 | Немає даних                                               | Немає даних | Немає даних                                                                       |
| 2007                                      | 501DO                                                | 501DO                                     | Крикет                                    | Крикет                                    | Пари                                                        | Пари                                                      | Команди | Команди                                                                           |
| 2007                                      | Чоловіки                                             | Жінки                                     | Чоловіки                                  | Жінки                                     | Чоловіки                                                    | Жінки                                                     | Чоловіки | Жінки                                                                             |
| 2007                                      | Вадим Ледєньов (Київ)                                | Немає даних                               | Немає даних                               | Немає даних                               | Немає даних                                                 | Немає даних                                               | Немає даних | Немає даних                                                                       |
| 2008                                      | 501DO                                                | 501DO                                     | Крикет                                    | Крикет                                    | Пари                                                        | Пари                                                      | Команди | Команди                                                                           |
| 2008                                      | Чоловіки                                             | Жінки                                     | Чоловіки                                  | Жінки                                     | Чоловіки                                                    | Жінки                                                     | Чоловіки | Жінки                                                                             |
| 2008                                      | Олександр Воронін (Кривий Ріг)                       | Віталіна Моісеєнко (Черкаси)              | Немає даних                               | Немає даних                               | Немає даних                                                 | Немає даних                                               | Немає даних | Немає даних                                                                       |
| 2009                                      | 501DO                                                | 501DO                                     | Крикет                                    | Крикет                                    | Пари                                                        | Пари                                                      | Команди | Команди                                                                           |
| 2009                                      | Чоловіки                                             | Жінки                                     | Чоловіки                                  | Жінки                                     | Чоловіки                                                    | Жінки                                                     | Чоловіки | Жінки                                                                             |
| 2009                                      | Артем Усик (Черкаси)                                 | Віталіна Моісеєнко (Черкаси)              | Артем Усик (Черкаси)                      | Немає даних                               | Немає даних                                                 | Немає даних                                               | Немає даних | Немає даних                                                                       |
| 2010                                      | 501DO                                                | 501DO                                     | Крикет                                    | Крикет                                    | Пари                                                        | Пари                                                      | Команди | Команди                                                                           |
| 2010                                      | Чоловіки                                             | Жінки                                     | Чоловіки                                  | Жінки                                     | Чоловіки                                                    | Жінки                                                     | Чоловіки | Жінки                                                                             |
| 2010                                      | Владислав Мелашенко (Ужгород)                        | Кристіна Білодід (Київ)                   | Олександр Мамика (Кривий Ріг)             | Немає даних                               | Олександр Мамика, Василь Рудковський (Кривий Ріг)           | Немає даних                                               | Команда Ужгород: Владислав Мелашенко, Едуард Чік, Вадим Острадчук, Сергій Любих                                                                                  | Немає даних                                                                       |
| 2011                                      | 501DO                                                | 501DO                                     | Крикет                                    | Крикет                                    | Пари                                                        | Пари                                                      | Команди | Команди                                                                           |
| 2011                                      | Чоловіки                                             | Жінки                                     | Чоловіки                                  | Жінки                                     | Чоловіки                                                    | Жінки                                                     | Чоловіки | Жінки                                                                             |
| 2011                                      | Вадим Ледєньов (Київ)                                | Ганна Лопухова (Слов'янськ)               | Дмитро Лєц (РФ)                           | Зоя Новікова (Харків)                     | Дмитро Лєц, Максим Євмєнєнков (РФ)                          | Немає даних                                               | Команда Кривий Ріг-1: Едуард Невінчаний Владислав Омельченко, Василь Шинкаренко, Максим Десинський                                                               | Немає даних                                                                       |
| 2012                                      | 501DO                                                | 501DO                                     | Крикет                                    | Крикет                                    | Пари                                                        | Пари                                                      | Команди | Команди                                                                           |
| 2012                                      | Чоловіки                                             | Жінки                                     | Чоловіки                                  | Жінки                                     | Чоловіки                                                    | Жінки                                                     | Чоловіки | Жінки                                                                             |
| 2012                                      | Артем Усик (Київ)                                    | Тетяна Перетятько (Київ)                  | Костильов Євгеній (РФ)                    | Анна Лопухова (Слов'янськ)                | Немає даних                                                 | Немає даних                                               | Немає даних | Немає даних                                                                       |
| 2013                                      | 501DO                                                | 501DO                                     | Крикет                                    | Крикет                                    | Пари                                                        | Пари                                                      | Команди | Команди                                                                           |
| 2013                                      | Чоловіки                                             | Жінки                                     | Чоловіки                                  | Жінки                                     | Чоловіки                                                    | Жінки                                                     | Чоловіки | Жінки                                                                             |
| 2013                                      | Артем Усик (Київ)                                    | Світлана Анісімова (Донецьк)              | Артем Усик (Київ)                         | Немає даних                               | Немає даних                                                 | Немає даних                                               | Немає даних | Немає даних                                                                       |
| 2014                                      | 501DO                                                | 501DO                                     | Крикет                                    | Крикет                                    | Пари                                                        | Пари                                                      | Команди | Команди                                                                           |
| 2014                                      | Чоловіки                                             | Жінки                                     | Чоловіки                                  | Жінки                                     | Чоловіки                                                    | Жінки                                                     | Чоловіки | Жінки                                                                             |
| 2014                                      | Владислав Омельченко (Кривий Ріг)                    | Рената Квіклєне (Київ)                    | Артем Усик (Київ)                         | Ганна Чумак (Маріуполь)                   | Артем Усик, Вадим Ледєньов (Київ)                           | Віталіна Моісеєнко (Черкаси), Ірина Федотова (Дніпро)     | Немає даних | Немає даних                                                                       |
| 2015                                      | 501DO                                                | 501DO                                     | Крикет                                    | Крикет                                    | Пари                                                        | Пари                                                      | Команди | Команди                                                                           |
| 2015                                      | Чоловіки                                             | Жінки                                     | Чоловіки                                  | Жінки                                     | Чоловіки                                                    | Жінки                                                     | Чоловіки | Жінки                                                                             |
| 2015                                      | Артем Пасічніченко (Харків)                          | Віталіна Моісеєнко (Черкаси)              | Олександр Мамика (Кривий Ріг)             | Віталіна Моісеєнко (Черкаси)              | Артем Усик, Вадим Ледєньов (Київ)                           | Віталіна Моісеєнко (Черкаси), Оксана Марфола (Харків)     | Команда Черкаси: Денис Марченко, Фелікс Зольдін, Володимир Зарайський, Вячеслав Бублик.                                                                          | Команда Черкаси: Тетяна Харченко, Вікторія Соколова.                              |
| 2016                                      | 501DO                                                | 501DO                                     | Крикет                                    | Крикет                                    | Пари                                                        | Пари                                                      | Команди | Команди                                                                           |
| 2016                                      | Чоловіки                                             | Жінки                                     | Чоловіки                                  | Жінки                                     | Чоловіки                                                    | Жінки                                                     | Чоловіки | Жінки                                                                             |
| 2016                                      | Олексій Бушуй (Харків)                               | Світлана Анісімова (Донецьк)              | Олексій Бушуй (Харків)                    | Віталіна Моісеєнко (Черкаси)              | Артем Усик, Деніс Григоренко (Київ)                         | Тетяна Редзюк, Наталія Ледєньова (Київ)                   | Команда Київ-1:Артем Усик, Деніс Григоренко, Вадим Ледєньов, Віталій Ромашко                                                                                     | Команда Київ-1:Тетяна Редзюк, Наталія Ледєньова                                   |
| 2017                                      | 501DO                                                | 501DO                                     | Крикет                                    | Крикет                                    | Пари                                                        | Пари                                                      | Команди | Команди                                                                           |
| 2017                                      | Чоловіки                                             | Жінки                                     | Чоловіки                                  | Жінки                                     | Чоловіки                                                    | Жінки                                                     | Чоловіки | Жінки                                                                             |
| 2017                                      | Артем Усик (Київ)                                    | Віталіна Моісеєнко (Черкаси)              | Олександр Мамика (Кривий Ріг)             | Віталіна Моісеєнко (Дніпро)               | Валентин Сташевський, Сохаіл Соул                           | Моісеєнко Віталіна (Дніпро), Анісімова Світлана (Донецьк) | Команда Кривий Ріг-1: Владислав Омельченко, Олександр Мамика, Андрій Васюра, Едуард Невінчаний                                                                   | Команда Дніпро/Донецьк: Віталіна Моісеєнко (Дніпро), Світлана Анісімова (Донецьк) |
| 2018                                      | 501DO                                                | 501DO                                     | Крикет                                    | Крикет                                    | Пари                                                        | Пари                                                      | Команди | Команди                                                                           |
| 2018                                      | Чоловіки                                             | Жінки                                     | Чоловіки                                  | Жінки                                     | Чоловіки                                                    | Жінки                                                     | Чоловіки | Жінки                                                                             |
| 2018                                      | Артем Усик (Київ)                                    | Ганна Чумак (Маріуполь)                   | Артем Усик (Київ)                         | Моісеєнко Віталіна (Дніпро)               | Артем Усик, Вадим Ледєньов (Київ)                           | Тетяна Редзюк, Наталія Некристова (Київ)                  | Команда Харків-1: Олексій Бушуй, Олександр Гетманцев, Дмитро Ковальов, Юрій Котляр                                                                               | Команда Маріуполь: Ганна Чумак, Ольга Грушовець                                   |
| 2019                                      | 501DO                                                | 501DO                                     | Крикет                                    | Крикет                                    | Пари                                                        | Пари                                                      | Команди | Команди                                                                           |
| 2019                                      | Чоловіки                                             | Жінки                                     | Чоловіки                                  | Жінки                                     | Чоловіки                                                    | Жінки                                                     | Чоловіки | Жінки                                                                             |
| 2019                                      | Олексій Бушуй (Харків)                               | Віталіна Моісеєнко (Дніпро)               | Артем Усик (Київ)                         | Віталіна Моісеєнко (Дніпро)               | Владислав Омельченко, Олександр Мамика (Кривий Ріг)         | Віталіна Моісеєнко (Дніпро), Наталія Ледєньова (Київ)     | Команда Кривий Ріг-1: Олександр Мамика, Владислав Омельченко, Віталій Рогов, Андрій Солтис                                                                       | Команда Маріуполь: Ганна Чумак, Ольга Грушовець                                   |
| 2020                                      | 501DO                                                | 501DO                                     | Крикет                                    | Крикет                                    | Пари                                                        | Пари                                                      | Команди | Команди                                                                           |
| 2020                                      | Чоловіки                                             | Жінки                                     | Чоловіки                                  | Жінки                                     | Чоловіки                                                    | Жінки                                                     | Чоловіки | Жінки                                                                             |
| 2020                                      | Змагання не проводилися через пандемію C.O.V.I.D.-19 |                                           |                                           |                                           |                                                             |                                                           | |                                                                                   |
| 2021                                      | 501DO                                                | 501DO                                     | Крикет                                    | Крикет                                    | Пари                                                        | Пари                                                      | Команди | Команди                                                                           |
| 2021                                      | Чоловіки                                             | Жінки                                     | Чоловіки                                  | Жінки                                     | Чоловіки                                                    | Жінки                                                     | Чоловіки | Жінки                                                                             |
| 2021                                      | Не проводились                                       | Не проводились                            | Не проводились                            | Не проводились                            | Не проводились                                              | Не проводились                                            | Команда Київ-1: Артем Усик, Сергій Усик, Вадім Ледєньов, Сергій Морозов                                                                                          | Команда Черкаси: Віталіна Моісеєнко, Вікторія Соколова                            |
| 2022                                      | 501DO                                                | 501DO                                     | Крикет                                    | Крикет                                    | Пари                                                        | Пари                                                      | Команди | Команди                                                                           |
| 2022                                      | Чоловіки                                             | Жінки                                     | Чоловіки                                  | Жінки                                     | Чоловіки                                                    | Жінки                                                     | Чоловіки | Жінки                                                                             |
| 2022                                      | Владислав Омельченко (Кривий Ріг)                    | Віталіна Моісеєнко (Черкаси)              | Не проводились                            | Не проводились                            | Не проводились                                              | Не проводились                                            | Не проводились | Не проводились                                                                    |
| 2023                                      | 501DO                                                | 501DO                                     | Крикет                                    | Крикет                                    | Пари                                                        | Пари                                                      | Команди | Команди                                                                           |
| 2023                                      | Чоловіки                                             | Жінки                                     | Чоловіки                                  | Жінки                                     | Чоловіки                                                    | Жінки                                                     | Чоловіки | Жінки                                                                             |
| 2023                                      | Владислав Омельченко (Кривий Ріг)                    | Любов Терещенко (Кривий Ріг)              | Владислав Омельченко (Кривий Ріг)         | Віталіна Моісеєнко (Черкаси)              | Володимир Залевський (Рахів), Владислав Мелашенко (Ужгород) | Альбіна Ільясова (Одеса), Любов Терещенко (Кривий Ріг)    | Команда Харків-1: Олександр Гетманцев, Руслан Могилевський, Ілля Пекарук, Євген Шапка                                                                            | Команда Черкаси-1: Віталіна Моісеєнко, Вікторія Соколова                          |
| 2024                                      | 501DO                                                | 501DO                                     | Крикет                                    | Крикет                                    | Пари                                                        | Пари                                                      | Команди | Команди                                                                           |
| 2024                                      | Чоловіки                                             | Жінки                                     | Чоловіки                                  | Жінки                                     | Чоловіки                                                    | Жінки                                                     | Чоловіки | Жінки                                                                             |
| 2024                                      | Володимир Залевський (Рахів)                         | Тетяна Харченко (Черкаси)                 | Володимир Залевський (Рахів)              | Тетяна Харченко (Черкаси)                 | Володимир Залевський (Рахів), Владислав Мелашенко (Ужгород) | Тетяна Харченко (Черкаси), Інна Гончаренко (Черкаси)      | Команда United Ukraine: Володимир Залевський (Рахів), Владислав Мелашенко (Ужгород), Ярослав Микитин (Львів), Вадим Леденьов (Київ)                              | Команда Черкаси: Тетяна Харченко, Інна Гончаренко                                 |
| 2025                                      | 501DO                                                | 501DO                                     | Крикет                                    | Крикет                                    | Пари                                                        | Пари                                                      | Команди | Команди                                                                           |
| 2025                                      | Чоловіки                                             | Жінки                                     | Чоловіки                                  | Жінки                                     | Чоловіки                                                    | Жінки                                                     | Чоловіки | Жінки                                                                             |
| 2025                                      |                                                      |                                           |                                           |                                           |                                                             |                                                           | Команда United West: Ярослав Микитин (Львівська обл.) Білоус Іван (Івано-Франківська обл.) Григоренко Віктор (Чернівецька обл.) Гакман Степан (Чернівецька обл.) | Команда Авдіівка-Київ: Пивошенко Олена, Ледєньова Наталія                         |

## Змішані і нерегулярні чемпіонати
У 2014 році вперше було проведено Чемпіонат України в форматі мікст (змішана пара). З того часу, таки змагання відбуваються на регулярній основі.
| 2014 | Едуард Невінчаний (Кривий Ріг/ Віталіна Моісеєнко (Черкаси)      |
| Рік  | 501DO Мікст                                                      |
| 2015 | Артем Усик / Наталія Ледєньова (Київ)                            |
| Рік  | 501DO Мікст                                                      |
| 2016 | Артем Усик / Наталія Ледєньова (Київ)                            |
| Рік  | 501DO Мікст                                                      |
| 2017 | Олексій Бушуй / Марина Павлюченко (Харків)                       |
| Рік  | 501DO Мікст                                                      |
| 2018 | Артем Усик / Наталія Ледєньова (Київ)                            |
| Рік  | 501DO Мікст                                                      |
| 2019 | Владислав Омельченко (Кривий Ріг) / Оксана Марфола (Харків)      |
| Рік  | 501DO Мікст                                                      |
| 2023 | Владислав Омельченко (Кривий Ріг) / Любов Терещенко (Кривий Ріг) |
| Рік  | 501DO Мікст                                                      |
| 2024 | Едуард Чепурний / Харченко Тетяна (Черкаси)                      |
| Рік  | 501DO Мікст                                                      |
| 2025 | Ярослав Кіфор (Львів) / Альбіна Ільясова (Одеса)                 |

- Також, експериментально проводились Чемпіонати України у форматі 501DI/DO (Double In-Double Out), в якому одночасно брали участь чоловіки i жінки. У 2017 році в такому Чемпіонаті перемогу здобув Денис Григоренко (Київ).
- 2017 рік Чемпіонат України у форматі 501DI/DO (жінки) - Віталіна Моісеєнко (Черкаси).
- 2018 рік Чемпіонат України у форматі 501DI/DO (чоловіки) - Олександр Мамика (Кривий Ріг).
- 2018 рік Чемпіонат України у форматі 501DI/DO (жінки) - Віталіна Моісеєнко (Дніпро).
- В 2018 році окремо визначались переможці Чемпіонату України серед юнаків. Найкращім молодим гравцем став Микита Солтис (Кривий Ріг).
- 2023 рік Чемпіонат України у форматі 501DI/DO (чоловіки) - Владислав Омельченко (Кривий Ріг).
- 2023 рік Чемпіонат України у форматі 501DI/DO (жінки) - Любов Терещенко (Кривий Ріг).
- 2024 рік Чемпіонат України у форматі 501DI/DO (чоловіки) - Володимир Залевський (Рахів).
- 2024 рік Чемпіонат України у форматі 501DI/DO (жінки) - Тетяна Харченко (Черкаси).

## Рекорди Чемпіонатів України
- Мінімальний лег: 12 дротиків, Артем Усик - 2012 рік,[15] Володимир Залевський - 2023 рік[16], Максим Телятник - 2024 рік[17].
- Мінімальний сет (best of 5 legs) - 46 дротиків (1 лег-12др., 2 лег-17др., 3 лег-17др.) - 2012 рік.[15]
- Мінімальний лег в форматі DI/DO, 14 дротиків, Володимир Залевський  - 2023 рік.[18]

| Гравець      | Середній | Рік  |
| В.Омельченко | 78.08    | 2023 |
| В.Залевський | 76.10    | 2023 |
| В.Залевський | 75.15    | 2023 |
| В.Омельченко | 73.92    | 2023 |
| І.Пекарук    | 72.10    | 2023 |
| В.Омельченко | 71.36    | 2023 |
| І.Пекарук    | 71.35    | 2023 |
| В.Омельченко | 69.10    | 2023 |
| В.Залевський | 67.74    | 2023 |
| В.Омельченко | 67.55    | 2023 |

| Кількість | Рік  | Турнір                      | Гравець                      |
| --------- | ---- | --------------------------- | ---------------------------- |
| 1         | 2008 | Чемпіонат України 501 DO    | Василь Еременко (Донецьк)    |
| 1         | 2021 | Чемпіонат України (команди) | Ігор Ішутін (Київ)           |
| 1         | 2023 | Чемпіонат України 501 DI/DO | Володимир Залевський (Рахів) |